# Три нинджи
„Три нинджи“ (на английски: 3 Ninjas) е американска екшън комедия от 1992 г. на режисьора Джон Търтелоуб, и участват Виктор Уонг, Майкъл Тренър, Макс Елиът Слейд и Чад Пауър. Това е единственият филм на „Три нинджи“, който е пуснат от „Тъчстоун Пикчърс“, докато другите филми са пуснати от „Трайстар Пикчърс“. Филмът се разказва за трима братя, които учат бойни изкуства от японския им дядо.